# St. Peter und Paul (Barntrup)

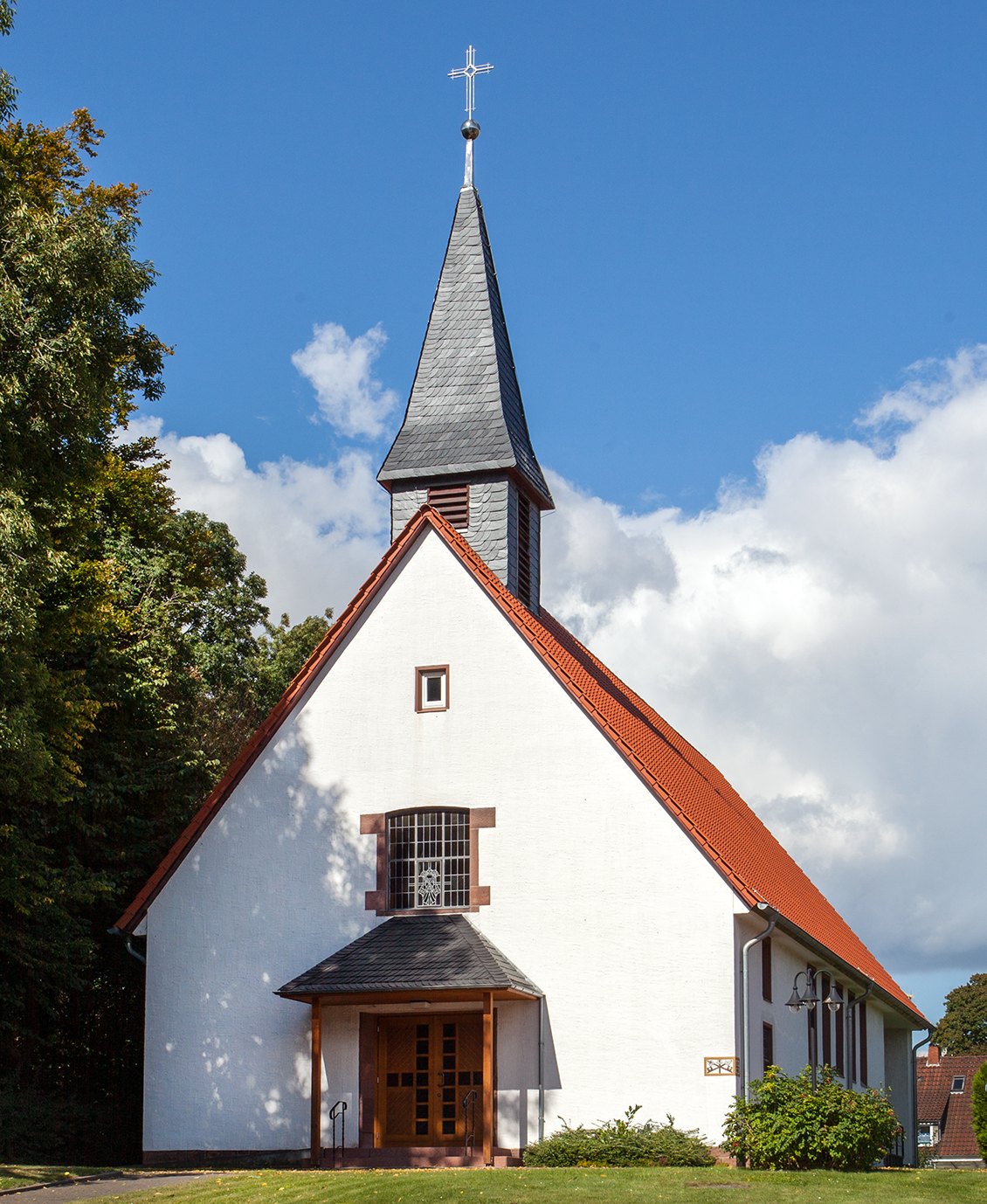
Katholische Kirche St. Peter und Paul in Barntrup

St. Peter und Paul ist eine römisch-katholische Pfarrkirche in Barntrup im Kreis Lippe in Nordrhein-Westfalen. Kirche und Gemeinde gehören zum Pastoralverbund Lemgo-Nordlippe des Dekanats Bielefeld-Lippe im Erzbistum Paderborn. Sie entstand 1952/53 nach Plänen von Aloys Dietrich mit Unterstützung des Bonifatiusvereins.

## Architektur
Die Kirche hat einen länglichen Grundriss und ist von außen hell verputzt. Sie ist mit einem Satteldach gedeckt und hat einen kleinen Dachreiter.
Im Inneren befindet sich im hinteren Bereich eine Empore; die Decke ist rundlich. Der Chorraum ist deutlich niedriger und wird von einer graden Stirnwand abgeschlossen und durch vier Fenster beleuchtet.

## Ausstattung
Im Zuge einer Renovierung wurde der Chorraum 1969 neu gestaltet. Unter anderem wurde ein neuer Altar von Karl Imberger aufgestellt.